# Flugzeugbau Friedrichshafen
Flugzeugbau Friedrichshafen GmbH fue un fabricante de aeronaves alemán.

## Generalidades
La compañía fue fundada en 1912 en Friedrichshafen, Alemania por Theodor Kober que previamente había trabajado en la compañía Zeppelin. La ciudad, que se halla a orillas del Bodensee, ya era famosa en círculos aeronáuticos como el lugar dónde eran construidos los dirigibles de Zeppelin. Durante la Primera Guerra Mundial, Flugzeugbau Friedrichshafen construyó principalmente hidroaviones para las unidaes de la Marine-Fliegerabteilung de la Marina Imperial Alemana, y una serie de altamente exitosos bombarderos medios con base en tierra para el Servicio Aéreo Imperial bajo la dirección del diseñador jefe Karl Gehlen.
Después del Armisticio, la compañía asumió el control del viejo cobertizo de Zeppelin en Manzell. Empezaron también la producción en Weingarten y Warnemünde. Cuando la empresa se hundió en 1923, sus instalaciones de producción fueron asumidas por Dornier Flugzeugwerke.